# Orla Ściana
Orla Ściana (ok. 1620 m) – ściana w orograficznie prawych zboczach Doliny Roztoki w polskich Tatrach Wysokich. Znajduje się w długiej północno-wschodniej grani Szpiglasowego Wierchu pomiędzy Limbową Przełęczą (ok. 1530 m) a Czubą nad Uboczą (ok. 1630 m). Sama ściana nie znajduje się bezpośrednio w grani, lecz ok. 100 m na północny zachód od położonego w niej zwornika, z którym łączy się krótkim grzbietem. Ściana ma wysokość ok. 280 m i jest widoczna już z Drogi Oswalda Balzera w okolicach Wodogrzmotów Mickiewicza, znacznie lepiej natomiast ze szlaku wiodącego przez Dolinę Roztoki. Najbardziej stroma część ściany opada na północ. Patrząc od dołu, po lewej stronie ściany znajduje się dołem głęboko wcięty Limbowy Kuluar opadający spod Limbowej Przełęczy, po prawej Limbowy Żleb oddzielony od Orlej Ściany urwistymi ściankami mocno porośniętymi lasem urwiskowym.
W ścianie, na wysokości 1505 m, znajduje się niewielka jaskinia Głowoniowa Nyża.
Zwornik dla Orlej Ściany jest turnią o wysokości ok. 1620 m, sama ściana ma wysokość 1554 m. Jej prawa, przewieszona część podchodzi pod szczytową turnię, lewa jest mniej stroma i miejscami porośnięta trawami i limbami. W górnej części ściany znajduje się pas okapów przeciętych skalistą depresją. Pierwsze przejście: Krzysztof Paliwoda i Maciej Popko 23 lipca 1963. Czas przejścia 8 godz., 30 min, VI stopień w skali trudności UIAA. Przewieszoną część ściany ominęli po lewej stronie, przechodząc depresją między okapami. Pierwsze przejście zimowe: Krzysztof Cielecki, Marek Grochowski, Zygmunt Pałucha, Jacek Rusiecki, Samuel Skierski i Andrzej Skłodowski 29 grudnia 1965. Na wierzchołek Orlej Ściany najłatwiej wejść od południowej strony z Polanki pod Uboczą.